# فريدريك كيمبر سيوارد
فريدريك كيمبر سيوارد (بالإنجليزية: Frederic Kimber Seward)‏ هو محامي أمريكي، ولد في 23 مارس 1878 في ويلمنغتون في الولايات المتحدة، وتوفي في 7 ديسمبر 1943 في نيويورك في الولايات المتحدة.